# 19120 Doronina
19120 Doronina è un asteroide della fascia principale. Scoperto nel 1983, presenta un'orbita caratterizzata da un semiasse maggiore pari a 2,5690838 UA e da un'eccentricità di 0,2141749, inclinata di 7,98274° rispetto all'eclittica.